# Jazzgymnasiet
Jazzgymnasiet är en gymnasieutbildning som startades 1993 vid Vasaskolan i Gävle. Det skulle enligt uppdraget vara en utbildning med modern musik som kunde intressera elever i hela landet. Utbildningen fick därför namnet ”Jazz Blues Rock”. Utbildningen leddes de första åren av Göran Olsson, jazzjournalist med breda kontakter inom jazzen. Utbildningen fick det gamla rådhuset i Gävle som undervisningslokal.
Med unga jazzmusiker, med  Esbjörn Svensson som den främste, utvecklades utbildningen till en utpräglad jazzutbildning efter några år.  Många av eleverna kom från jazzmiljön i Sandviken och även lärare som Bertil Fält kom därifrån.
Lite över halva skoltiden ägnas åt vanliga skolämnen, resten åt ensemble, kör ljudteknik och givetvis undervisning i instrument. Alla elever spelar redan ett instrument när de börjar sin utbildning och specialiserar sig under åk 2 och 3 då målet för många är att söka in på högre utbildningar inom musik. Många av eleverna från utbildningen fortsätter sina musikstudier och det är en viktig del i utbildningen att kunna spela i olika konstellationer och att möta publik.
Varje år tas cirka 25 elever in på utbildningen som är öppen för alla elever i landet.
Sedan ett antal år finns utbildningen i Östra skolan som är Vasaskolans musikavdelning.

## Alumni
- Björn Samuelsson
- Gerli Padar
- Jon Fält
- Alice Svensson
- Moto Boy
- Petter Winnberg
- Nils Törnqvist